# Ptilotus pseudohelipteroides
Ptilotus pseudohelipteroides är en amarantväxtart som beskrevs av Gerhard Benl. Ptilotus pseudohelipteroides ingår i släktet Ptilotus och familjen amarantväxter. Inga underarter finns listade i Catalogue of Life.